# Le Change
Le Change is een plaats en voormalige gemeente in het Franse departement Dordogne in de regio Nouvelle-Aquitaine en telt 541 inwoners (1999). De plaats maakt deel uit van het arrondissement Périgueux.

## Geschiedenis
Bij de kantonale herindeling van 22 maart 2015 werd La Change ingedeeld bij het op die dag gevormde kanton Haut-Périgord noir. Het kanton Savignac-les-Églises, waartoe de gemeente daarvoor behoorde, werd op die dag opgeheven. Op 1 januari 2017 fuseerde de gemeente met Bassillac, Blis-et-Born, Eyliac, Milhac-d'Auberoche en Saint-Antoine-d'Auberoche tot de commune nouvelle Bassillac et Auberoche.

## Geografie
De oppervlakte van Le Change bedraagt 16,1 km², de bevolkingsdichtheid is 33,6 inwoners per km².
De onderstaande kaart toont de ligging van Le Change met de belangrijkste infrastructuur en aangrenzende gemeenten.

## Demografie
Onderstaande figuur toont het verloop van het inwonertal.

## Bezienswaardigheden
- Kasteel van Sandre

Bassillac · Blis-et-Born · Le Change · Eyliac · Milhac-d'Auberoche · Saint-Antoine-d'Auberoche